# نقطة الركود
في ديناميكا الموائع، نقطة الركود هي نقطة في مجال التدفق حيث تكون السرعة المتجهة المحلية للسائل صفرًا.:§ 3.2 تُظهر معادلة برنولي أن الضغط الساكن يكون في أعلى مستوياته عندما تكون السرعة صفرًا وبالتالي يكون الضغط الساكن عند أقصى قيمة له عند نقاط الركود: في هذه الحالة يساوي الضغط الساكن ضغط الركود.:§ 3.5
تُظهر معادلة برنولي المطبقة على التدفق غير القابل للانضغاط أن ضغط الركود يساوي الضغط الديناميكي والضغط الساكن مجتمعين. في التدفقات القابلة للانضغاط، يكون ضغط الركود مساويًا أيضًا للضغط الكلي، بشرط أن يُوضع السائل الذي يدخل نقطة الركود في حالة سكون متساوي الإنتروبيا.

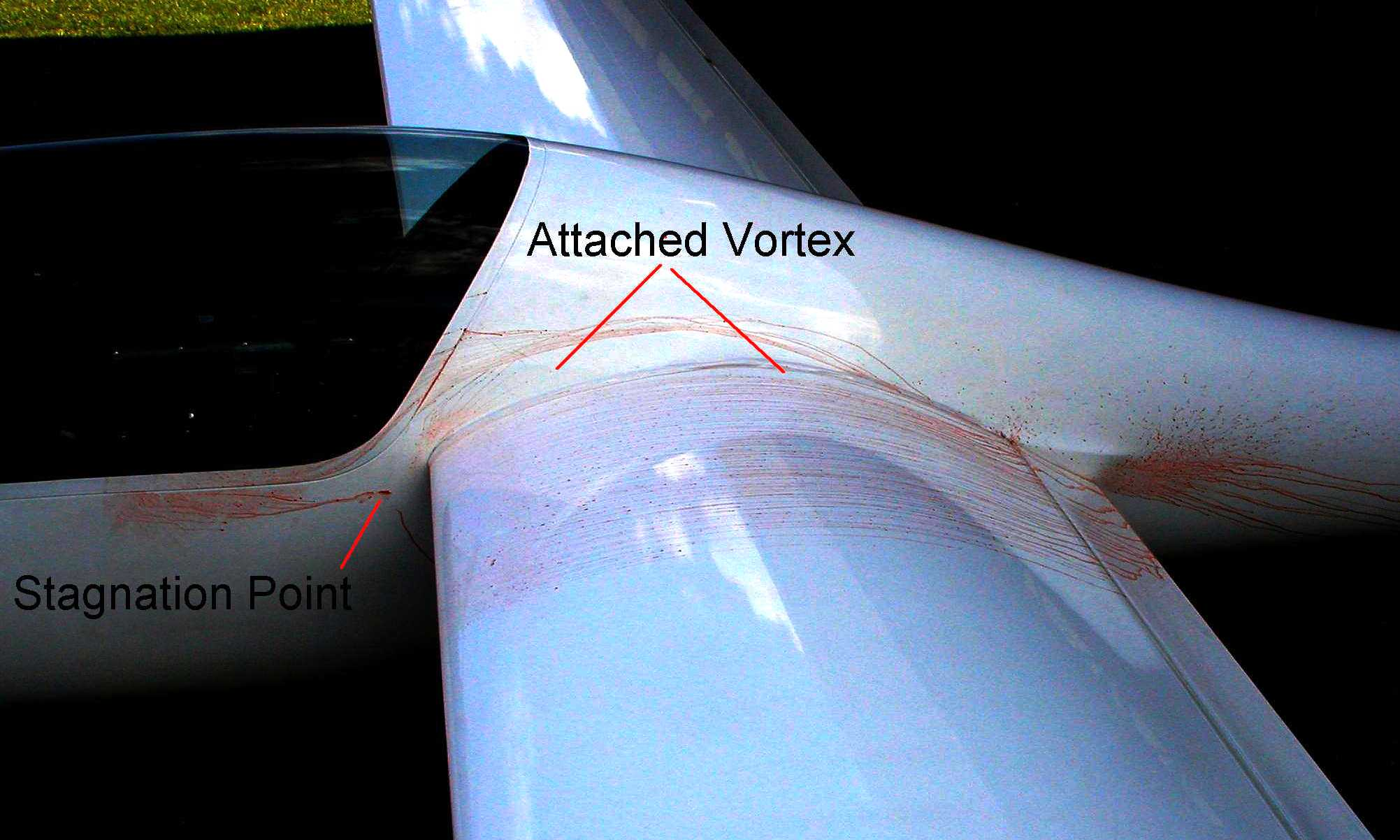
صورة توضح نقطة الركود والدوامة المرفقة عند نقطة التقاء جذر الجناح بجسم الطائرة على طائرة شراعية من طراز Schempp-Hirth Janus Cr